# كولن مريديث
كولن مريديث (بالإنجليزية: Colin Meredith)‏ هو متسابق دراجات نارية بريطاني، ولد في 24 يناير 1953 في هيرفورد في المملكة المتحدة.